# Jürgen Wilke
Scènes principales
Festival de Stockerau
Festival de Perchtoldsdorf
Jürgen Wilke (né le 21 novembre 1928 à Berlin-Karlshorst et mort le 27 mai 2016) est un acteur et metteur en scène allemand.

## Biographie
Jürgen Wilke passe ses premières années jusqu'à l'école primaire à Berlin, puis s'installe à Königsberg en Prusse. Pendant la Seconde Guerre mondiale, il doit servir comme Luftwaffenhelfer. Vers la fin de la guerre, sa famille réussit à fuir Königsberg et tente de s'échapper avec le navire-hôpital Wilhelm Gustloff avec ses frères et sœurs, mais reste à quai, car le navire est déjà chargé. Le navire sera coulé par les Soviétiques. Il retourne finalement à Berlin et termine ses études. Il fait sa formation d'acteur en Allemagne de l'Ouest, tandis que sa famille est à l'est. Il peut retrouver sa sœur plus tard en Allemagne de l’Ouest.
Dans les années 1950, Wilke est un acteur de cinéma et de théâtre recherché et travaille avec de nombreuses personnalités telles que Gert Fröbe, Hans Albers, Gustaf Gründgens ou Elisabeth Flickenschildt. En 1956, il s'installe à Vienne et joue au Theater in der Josefstadt et au Burgtheater. À partir de 1966, il assume la direction de divers festivals d’été, d’abord à Andernach et à partir de 1971 à Stockerau. Wilke est ensuite, de 1981 à 1996, directeur du festival de Perchtoldsdorf et fonde en 1980 l’"été culturel" de Laxenbourg. Il est responsable de plus de 60 mises en scène.
Wilke s'est marié trois fois et est le père de deux enfants. À partir de 2000, Wilke vit avec l'ancienne diplomate américaine Helene von Damm. En 2011, il prend sa retraite d'acteur. Adi Hirschal lui succède la même année au festival de Laxenbourg.

## Théâtre
- 1949–1951 : Théâtre d'Oldenbourg et théâtre de Kiel
- 1951–1955 : Schauspielhaus Düsseldorf
- 1955–1956 : Münchner Kammerspiele et Deutsches Schauspielhaus
- 1956-2011 : Theater in der Josefstadt et Burgtheater
- 1971–1997 : Festival de Stockerau
- 1981–1996 : Festival de Perchtoldsdorf
- 1985–2004 : Tournées de Der Grüne Wagen
- 1985–2011 : Acteur du festival de Franzensburg
- 1980–1996 : Théâtre du Blauen Hof à Laxenbourg

## Filmographie
- 1957 : Le Chant du bonheur de Franz Antel
- 1957 : Das Herz von St. Pauli de Eugen York
- 1963 : Die Unzufriedenen (TV) de Veit Relin
- 1963 : Le Cardinal d'Otto Preminger
- 1970 : Les Cavaliers de la route (épisode Abschiedsabend) de Hermann Leitner
- 1975 : Am Wege (TV) de Peter Beauvais
- 1981 : Der Bockerer de Franz Antel
- 1984 : Weltuntergang (TV) de Imo Moszkowicz
- 1993 : Mein Freund, der Lipizzaner (de) (TV) de Franz Antel